# Stazione di Roccapalumba-Alia
La stazione di Roccapalumba-Alia è una stazione ferroviaria posta sul tronco comune alle linee Agrigento-Palermo e Caltanissetta-Palermo. Serve i centri abitati di Roccapalumba e di Alia.

## Storia
La stazione di Roccapalumba venne costruita nell'ambito del progetto della Società Vittorio Emanuele che intendeva connettere Palermo ed Agrigento e le zone zolfifere del bacino di Lercara Friddi nell'area centro-occidentale dell'Isola. 
La stazione venne costruita nella vallata del fiume Torto all'incirca a metà distanza tra Roccapalumba ed Alia, e venne inaugurata il 30 luglio 1870 poco dopo l'apertura all'esercizio dell'ultimo tratto ferroviario di 2 km tra Belvedere e Roccapalumba che la collegava con la stazione di Palermo Centrale; il successivo mese di novembre venne infine collegata alla stazione di Lercara Bassa.
La stazione ha avuto un ruolo importante durante le epoche dello sfruttamento minerario delle diverse miniere di zolfo del comprensorio di Lercara ove arrivava una linea mineraria a scartamento ridotto ed ove venivano caricati i carri ferroviari per il trasporto del minerale inoltrati poi verso i porti di Termini e Palermo. La sua importanza crebbe con l'apertura della tratta fino a Santa Caterina divenendo quindi stazione di diramazione per Agrigento, Porto Empedocle, e per Caltanissetta e Catania già a partire dal 1882.
La stazione, di fermata per tutte le categorie di treni, era anche il luogo dove venivano aggiunte le eventuali locomotive a vapore di spinta, in coda ai treni merci e viaggiatori più pesanti. Pur decaduta nel traffico merci dopo la chiusura delle miniere di zolfo mantenne la sua utilità come nodo di scambio per i treni viaggiatori.
Il 10 dicembre 2017, con l'attivazione di una variante di tracciato della ferrovia Agrigento-Palermo, perse la caratteristica di stazione di diramazione.
In futuro questa stazione verrà dismessa quando verrà attivato il raddoppio della ferrovia Palermo-Catania

## Strutture e impianti
La Società Vittorio Emanuele realizzò all'inizio soltanto un piccolo scalo con un edificio viaggiatori di terza classe che aveva un magazzino merci con binario di carico esterno e una casa cantoniera. Il piazzale era composto di un binario di corsa e uno di incrocio con due tronchini per il magazzino merci.
Con l'avvento della Sicula e l'apertura della linea di Vallelunga venne costruito un nuovo fabbricato viaggiatori, di classica forma ottocentesca, a 2 elevazioni con 10 ambienti a piano terra ed altrettanti al piano superiore destinati ad alloggi. 
Al piano ferrovia vi erano due sale di attesa di 3 classe e di 1-2 classe, le sale del Capostazione, del telegrafo, la biglietteria, e il deposito bagagli e merci, il dormitorio, l'atrio di ingresso e altri locali di servizio. 
Al piano superiore erano stati previsti tre appartamenti per alloggio personale. Era stato potenziato il magazzino merci con piano caricatore per due carri, pesa a bilico, e piano di caricamento anche allo scoperto.
La rimessa locomotive per le locomotive a vapore aveva due binari con fosse da visita, locali di servizio e dormitorio per il personale di macchina.
Il fascio binari comprende un binario di transito e binari di precedenza. Vari binari tronchi, per servizio merci, alcuni binari di servizio, una piattaforma girevole per le locomotive a vapore, un grosso serbatoio di acqua.

## Movimento
La stazione è servita da treni regionali e regionali veloci diretti in varie direzioni. Le destinazioni sono Agrigento Centrale, Palermo Centrale, Palermo Aeroporto, Caltanissetta Xirbi, Caltanissetta Centrale, Catania Centrale e Siracusa.
Occasionalmente la stazione è servita da treni storici provenienti da Palermo e diretti verso Agrigento o Porto Empedocle, ma anche verso Caltanissetta, Canicattì, Modica o Catania.
La stazione, fino al 2017 (anno in cui venne inaugurata la nuova variante tra le stazioni di Roccapalumba-Alia e Castronovo di Sicilia nella linea Palermo-Agrigento, sostituendo la vecchia stazione di Lercara Bassa nel vecchio tratto), era un'importante stazione di diramazione per le due linee di Agrigento e Catania (provenendo da Palermo).

## Servizi
La stazione dispone di:
- Biglietteria automatica
- Sala d'attesa
- Annuncio sonoro treni in arrivo, in partenza e in transito
- Ascensori
- Sottopassaggio pedonale